# Daniel Woodgate

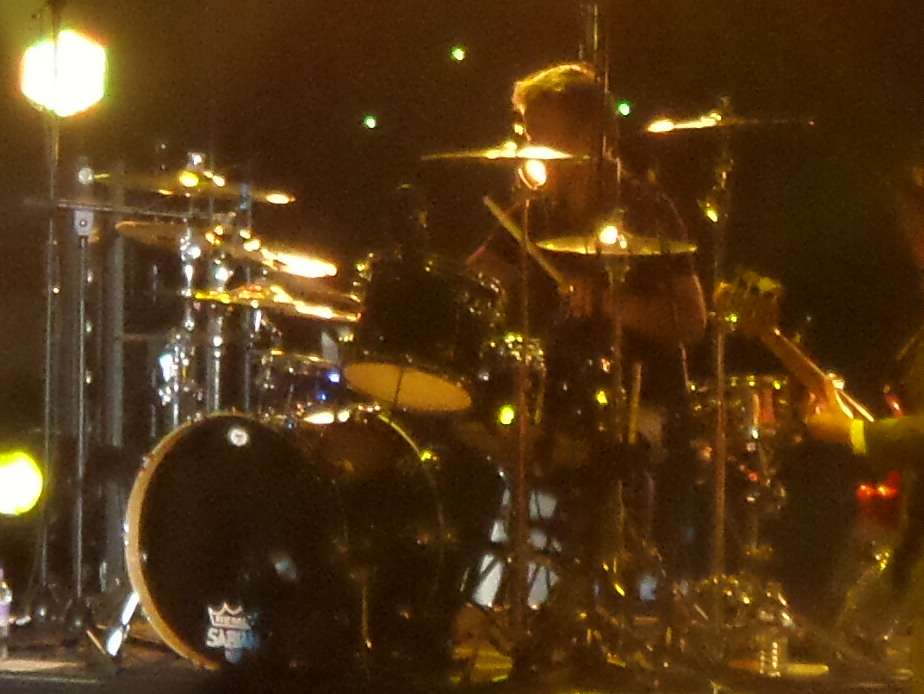
Daniel Woodgate tijdens een optreden van Madness in Manchester in 2014

Daniel Mark Woody Woodgate (19 oktober 1960) is de drummer van de Britse ska-popband Madness. 

## Biografie

### Madness
Woodgate komt uit een muzikale familie; zijn vader was echter fotograaf en zijn moeder ging voor de BBC werken. Hij begon in 1975 met zijn broer Nick (3 januari 1962) in de band Steel Erection. In 1978 sloot Woodgate zich aan bij Madness dat toen nog The North London Invaders heette. Voorwaarde was wel dat zijn lange haar eraf moest; vandaar dat hij in de film Take It or Leave It uit 1981, waarin de beginjaren werden nagespeeld, een muts droeg. 
Madness stond aanvankelijk bekend als skinheadband, maar speelde zich al snel de kijker in het grote publiek middels humoristische clips met een onderliggende boodschap. De hitsuccessen duurden zeven jaar (1979-1986) waarvan de belangrijkste zich in de eerste vier jaar afspeelden.

### Voice of the Beehive en FAT
Na de breuk van Madness ging Woodgate (tijdelijk bijgestaan door bassist Mark 'Bedders' Bedford) aan de slag bij The Voice of the Beehive, een Brits-Amerikaanse groep die hits zou scoren met I Say Nothing, Don't Call Me Baby (1988) en de Partridge Family-cover I Think I Love You (1991). 
Naar aanleiding van het succes van de verzamelaar Divine kwam Madness in augustus 1992 weer bij elkaar voor drie concerten. 
Woodgate dacht aanvankelijk dat hij daarna weer door zou gaan met de Beehive maar toen de boel plat kwam te liggen en de Madness-reünie een vervolg kreeg was zijn keuze snel gemaakt. 
Omdat er voldoende tijd over bleef voor soloprojecten richtte Woodgate in 1993 FAT op en vroeg Nick om bas te spelen in deze Rage Against The Machine-achtige band. In 1995 verscheen de single Downtime die met een clubtour werd gepromoot die o.a. de Dublin Castle aandeed waar Madness ooit de huisband was op vrijdagavond. In 1996 verhuisde FAT naar Amerika; de beide broers bleven in Engeland. Een van de redenen was dat Madness aan een nieuw album (Wonderful; 1999) ging werken; No Money is geschreven door de Woodgates en saxofonist Lee Thompson. 
Daarnaast profileerde Woodgate zich als gastdrummer bij o.a. Madness-tribute-bands en Franz Ferdinand met wie de nutty boys in 2006 op het Japanse Fuji-festival hebben gespeeld. Ook was hij geruime tijd werkzaam op een muziekschool. 
In 2009 zette Woodgate zich in voor borstkankerpatiënten door deel te nemen aan de marathon van Londen; zijn prestatie was 3 uur en 45 minuten.

### The Magic Brothers
Samen met Nick, bij wie op 27-jarige leeftijd schizofrenie werd vastgesteld, vormt Woodgate het songschrijversduo The Magic Brothers. Voor de Madness-cd Oui Oui Si Si Ja Ja Da Da uit 2012 leverden ze Leon en Kitchen Floor, en op de vier jaar later verschenen opvolger Can't Touch Us Now zijn Another Version Of Me en Don't Leave The Past Behind You van hun hand. 
In oktober 2013 brachten de broers een eigen cd uit met de Madness-achtige single You Don't Have To Hide Your Love Away. Ter promotie van The Magic Line gaven zij voorjaar 2014 enkele concerten en promootten zij hun ambassadeurschap van een stichting die zich sterk maakt voor betere zorg van mensen met psychische problemen. In juli 2015 bracht Woodgate een solo-cd uit; In Your Mind was oorspronkelijk bedoeld als opvolger van The Magic Line, maar Nick vond deze nummers niet bij zijn stem passen en verleende enkel zijn medewerking als achtergrondzanger. Toetsenist Dan Shears, tevens bandlid van Velveteen Orkestra, nam de zang voor zijn rekening.
In oktober 2017 gaf Woodgate enkele reünieconcerten met The Voice of the Beehive, onder meer op een festival met acts uit de jaren 80 en 90.   
In oktober 2018 kondigden de Woodgates een nieuw Magic Brothers-album aan en verscheen het officiële solodebuut van Nick.

## Persoonlijk leven
Woodgate is/was geheelonthouder en (visetend) vegetariër; hij was van 1980 tot 1995 getrouwd met Jane Perry Crockford, bassiste van de meidengroep The Mo-dettes (voorprogramma van Madness) en van 1997 tot 2020 met Siobhan Fitzpatrick. Uit dit huwelijk werd dochter Mary geboren. In 2020 trouwde Woodgate met collega-muzikante Grace Fairchild en verhuisde hij naar Schotland.   
Suggs · Mike Barson · Lee Thompson · Chris Foreman · Mark Bedford · Daniel Woodgate · Chas Smash
- MusicBrainz: 18c62d4c-0ac5-4312-9312-783c14c619fc
- Nationale Bibliotheek van Tsjechië: xx0206918
- Virtual International Authority File: 2270147871997175170000